# علي بابا (كاتب)
علي بابا (بالإنجليزية: Ali Baba)‏ (8 أغسطس 1940 في باكستان - 8 أغسطس 2016، كراتشي في باكستان)؛ مؤلِّف، كاتب مسرحي وروائي باكستاني.